# Maurice Clautier
Maurice Clautier (* 8. Juli 1918 in Truro; † 23. März 1999 in Borsbeek) war ein belgischer Radrennfahrer und nationaler Meister im Radsport.

## Sportliche Laufbahn
Clautier war im Bahnradsport und im Straßenradsport aktiv. Von 1937 bis 1950 war er Unabhängiger und Berufsfahrer. 1937 siegte er in der Belgien-Rundfahrt für Unabhängige mit zwei Etappensiegen vor Albert Dubuisson. Weitere Siege gelangen ihm auf drei Etappen der Tour de l’Ouest 1937, 1939 im Grote Prijs Frans Melckenbeek, 1941 im Schaal Sels und 1946 auf einer Etappe der Belgien-Rundfahrt. Dritte Plätze holte er 1939 in der Belgien-Rundfahrt, im Großen Preis von Belgien (Einzelzeitfahren), im Grand Prix des Nations und im Critérium des As 1943. Den Giro d’Italia 1939 beendete er nicht. In den Rennen der Monumente des Radsports war der 4. Platz in der Flandern-Rundfahrt 1941 sein bestes Resultat.
Auf der Bahn gewann er 1941 den nationalen Titel in der Einerverfolgung. 1942 wurde er Meisterschaftsdritter. Bei den Meisterschaften im Steherrennen wurde er 1945 Zweiter, 1948 bis 1950 Dritter.